# Omnium

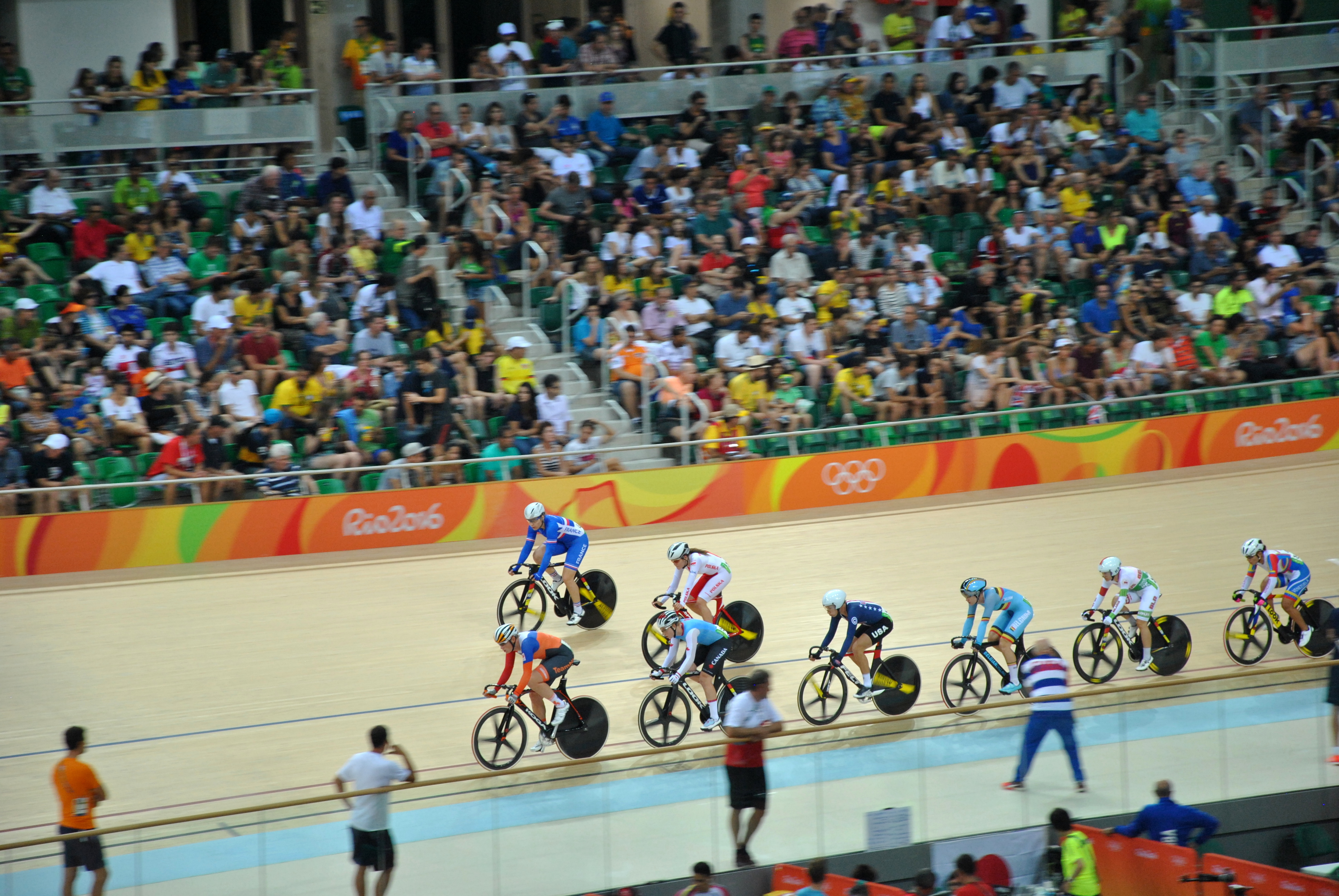
Szene aus dem Omnium-Wettkampf bei den Olympischen Sommerspielen 2016

Omnium (aus dem Lateinischen: von allen = Mehrkampf) bezeichnet einen Wettbewerb im Bahnradsport, der nach aktuellem Reglement aus vier verschiedenen Ausdauerdisziplinen zusammengesetzt ist. Das Omnium wird bei Kontinental- und Weltmeisterschaften ausgefahren und ist seit 2012 Teil des olympischen Programms.

## Regeln
Das Omnium besteht seit 2025 aus folgenden Teildisziplinen:
1. Scratch (Männer und Frauen 10 km, Junioren und Juniorinnen 7,5 km)
2. Temporennen (Männer und Frauen 10 km, Junioren und Juniorinnen 7,5 km)
3. Ausscheidungsfahren
4. Punktefahren (Männer 25 km, Frauen und Junioren 20 km, Juniorinnen 15 km)

In den ersten drei Wettbewerben werden 40, 38, 36 etc. Punkte für die ersten Fahrer vergeben, zu denen sich die im Punktefahren erzielten Punkte für Sprints und Rundengewinne addieren. Sieger ist, wer die höchste Gesamtpunktzahl hat. Bei Punktgleichheit entscheidet der Einlauf des letzten Sprints im Punktefahren.

## Entwicklung
Ein erster „Omnium“ genannter Wettbewerb wurde 1917 in Paris ausgetragen und bestand aus einem Sprint, einem 10 km langen Dernyrennen und einem 20 km langen Rennen mit Tandem als Schrittmacher. Über die Jahre wurde der Wettbewerb in unterschiedlichen Zusammensetzungen durchgeführt. In Deutschland wurden von 1961 bis 1984 deutsche Amateur-Meister im Omnium ermittelt, mit den Teildisziplinen Sprint, Zeitfahren, Ausscheidungsfahren und Punktefahren. Ein Omnium-Wettbewerb wurde zum Beispiel auch beim bis 2008 jährlich stattfindenden „Großen Weihnachtspreis“ in der Dortmunder Westfalenhalle ausgetragen.
Der Wettbewerb wurde erstmals 2006 ins Regelwerk der UCI aufgenommen und 2007 bei den Weltmeisterschaften eingeführt, zunächst für Männer. Er bestand zu diesem Zeitpunkt aus folgenden Teilen:
1. 200 m Zeitfahren mit fliegendem Start
2. Scratch (5 km)
3. Einerverfolgung (Männer 3 km, Junioren 2 km)
4. Punktefahren (15 km)
5. Zeitfahren (1000 m)

Das Omnium deckte damit sowohl die Kurzzeit- als auch die Ausdauer-Disziplinen im Bahnradsport ab und bei den Ausdauer-Disziplinen sowohl die Verfolgung als auch ein Rennen mit Massenstart. In jedem Teilwettbewerb wurden Punkte entsprechend dem erzielten Rang vergeben, und es gewann der Fahrer mit der niedrigsten Gesamtpunktzahl. Bei Punktgleichheit entschied die Addition der Zeitfahr-Disziplinen.
2009 wurde das Omnium auch für Frauen ins WM-Programm aufgenommen. Nach den Weltmeisterschaften 2010 wurden die Regeln geändert. Grund hierfür war die Aufnahme des Omniums (Männer und Frauen) sowie zusätzlicher Frauenwettbewerbe in die Olympischen Spiele ab 2012. Dafür wurden mehrere Ausdauer-Disziplinen (Einerverfolgung, Punktefahren, Zweier-Mannschaftsfahren) aus dem olympischen Programm gestrichen. Als Ausgleich zugunsten der Ausdauerfahrer wurde das Ausscheidungsfahren in den Omnium aufgenommen, und die Distanzen einiger Teildisziplinen wurden erhöht.
1. Fliegende Runde
2. Punktefahren (Männer 30 km, Frauen 20 km, Junioren 15 km, Juniorinnen 10 km)
3. Ausscheidungsfahren
4. Einerverfolgung (Männer 4 km, Frauen und Junioren 3 km, Juniorinnen 2 km)
5. Scratch (Männer 10 km, Frauen und Junioren 7,5 km, Juniorinnen 5 km)
6. Zeitfahren (Männer 1000 m, Frauen 500 m)

Die Distanzen im Scratch wurden jedoch darauf erhöht, und 2014 wurde das Regelwerk grundlegend modifiziert. Die Reihenfolge der Wettbewerbe änderte sich ebenso wie die Berechnung des Gesamtergebnisses: In den ersten fünf Wettbewerben wurden nunmehr 40, 38, 36 etc. Punkte für die ersten Fahrer vergeben, zu denen die im Punktefahren erzielten Punkte für Sprints und Rundengewinne addiert wurden. Sieger war der Fahrer mit der höchsten Gesamtpunktzahl. Bei Punktgleichheit entschied der Einlauf des letzten Sprints des Punktefahrens. Damit ergab sich folgende Anordnung:
1. Scratch (Männer 15 km, Frauen und Junioren 10 km, Juniorinnen 5 km)
2. Einerverfolgung (Männer 4 km, Frauen und Junioren 3 km, Juniorinnen 2 km)
3. Ausscheidungsfahren
4. Zeitfahren (Männer 1000 m, Frauen 500 m)
5. Fliegende Runde
6. Punktefahren (Männer 40 km, Frauen 25 km, Junioren 25 km, Juniorinnen 20 km)

Nach einer weiteren Regeländerung im Oktober 2016 wurden die Wettbewerbe mit Einzelstart (Einerverfolgung, Zeitfahren und Fliegende Runde) gestrichen, ein Temporennen hinzugefügt. Der Wettbewerb wird nun statt an zwei nur noch an einem Tag abgehalten, wofür auch die Länge von Scratch und Punktefahren reduziert wurde. Ziel der Reform war, das Omnium zu einem echten Ausdauerwettbewerb zu machen und damit das Programm der Meisterschaften mehr zwischen dem Sprint- und Ausdauerbereich auszubalancieren. Der Wettkampf hatte nunmehr folgende Form:
1. Scratch (Männer 10 km, Frauen und Junioren 7,5 km, Juniorinnen 5 km)
2. Temporennen (Männer 10 km, Frauen und Junioren 7,5 km, Juniorinnen 5 km)
3. Ausscheidungsfahren
4. Punktefahren (Männer 25 km, Frauen und Junioren 20 km, Juniorinnen 15 km)

2025 wurde die Länge des Temporennens für Frauen auf 10 Kilometer und für Juniorinnen auf 7,5 Kilometer erhöht.

## Paracycling
Im Paracycling wurde 2020 ein Omnium-Wettkampf für die Klasse C (Rennräder) eingeführt. Er hatte eine andere Zusammensetzung und bestand aus Zeitfahren, Verfolgung, Scratch sowie 200 Meter bei fliegendem Start. In jedem der vier Wettbewerbe wurden 40 Punkte für den ersten Platz vergeben, 38 für den zweiten usw. Das Gesamtklassement richtete sich nach der Addition der vier Wettbewerbe, bei Punktgleichstand entschied das Ergebnis im Scratch. Die Reihenfolge der vier Wettbewerbe war beliebig; Zeitfahren, Verfolgung und Scratch zählten zugleich als Einzeldisziplinen. Ende 2024 wurde das Para-Omnium wieder abgeschafft, da mit der Einführung neuer Wettkämpfe wie Sprint und Ausscheidungsfahren eine stärkere Spezialisierung der Fahrer zu erwarten war.

## Ergebnisse bei Bahnradsport-Weltmeisterschaften

### Männer
| Jahr | Gold              | Silber               | Bronze              |
| ---- | ----------------- | -------------------- | ------------------- |
| 2007 | Alois Kaňkovský   | Walter Pérez         | Brad Huff           |
| 2008 | Hayden Godfrey    | Leigh Howard         | Aljaksandr Lisouski |
| 2009 | Leigh Howard      | Zach Bell            | Tim Veldt           |
| 2010 | Ed Clancy         | Leigh Howard         | Taylor Phinney      |
| 2011 | Michael Freiberg  | Shane Archbold       | Gijs Van Hoecke     |
| 2012 | Glenn O’Shea      | Zach Bell            | Lasse Norman Hansen |
| 2013 | Aaron Gate        | Lasse Norman Hansen  | Glenn O’Shea        |
| 2014 | Thomas Boudat     | Tim Veldt            | Wiktor Manakow      |
| 2015 | Fernando Gaviria  | Glenn O’Shea         | Elia Viviani        |
| 2016 | Fernando Gaviria  | Roger Kluge          | Glenn O’Shea        |
| 2017 | Benjamin Thomas   | Aaron Gate           | Albert Torres       |
| 2018 | Szymon Sajnok     | Jan-Willem van Schip | Simone Consonni     |
| 2019 | Campbell Stewart  | Benjamin Thomas      | Ethan Hayter        |
| 2020 | Benjamin Thomas   | Jan-Willem van Schip | Matthew Walls       |
| 2021 | Ethan Hayter      | Aaron Gate           | Elia Viviani        |
| 2022 | Ethan Hayter      | Benjamin Thomas      | Aaron Gate          |
| 2023 | Iúri Leitão       | Benjamin Thomas      | Shunsuke Imamura    |
| 2024 | Lindsay De Vylder | Simone Consonni      | Yanne Dorenbos      |

### Frauen
| Jahr | Gold              | Silber               | Bronze                |
| ---- | ----------------- | -------------------- | --------------------- |
| 2009 | Josephine Tomic   | Tara Whitten         | Yvonne Hijgenaar      |
| 2010 | Tara Whitten      | Elizabeth Armitstead | Leire Olaberria       |
| 2011 | Tara Whitten      | Sarah Hammer         | Kirsten Wild          |
| 2012 | Laura Trott       | Annette Edmondson    | Sarah Hammer          |
| 2013 | Sarah Hammer      | Laura Trott          | Annette Edmondson     |
| 2014 | Sarah Hammer      | Laura Trott          | Annette Edmondson     |
| 2015 | Annette Edmondson | Laura Trott          | Kirsten Wild          |
| 2016 | Laura Trott       | Laurie Berthon       | Sarah Hammer          |
| 2017 | Katie Archibald   | Kirsten Wild         | Amy Cure              |
| 2018 | Kirsten Wild      | Amalie Dideriksen    | Rushlee Buchanan      |
| 2019 | Kirsten Wild      | Letizia Paternoster  | Jennifer Valente      |
| 2020 | Yūmi Kajihara     | Letizia Paternoster  | Daria Pikulik         |
| 2021 | Katie Archibald   | Lotte Kopecky        | Elisa Balsamo         |
| 2022 | Jennifer Valente  | Maike van der Duin   | Maria Martins         |
| 2023 | Jennifer Valente  | Amalie Dideriksen    | Lotte Kopecky         |
| 2024 | Ally Wollaston    | Jessica Robertson    | Anita Yvonne Stenberg |

## Ergebnisse bei Olympischen Spielen

### Männer
| Jahr | Gold                | Silber           | Bronze                |
| ---- | ------------------- | ---------------- | --------------------- |
| 2012 | Lasse Norman Hansen | Bryan Coquard    | Edward Clancy         |
| 2016 | Elia Viviani        | Mark Cavendish   | Lasse Norman Hansen   |
| 2020 | Matthew Walls       | Campbell Stewart | Elia Viviani          |
| 2024 | Benjamin Thomas     | Iúri Leitão      | Fabio Van den Bossche |

### Frauen
| Jahr | Gold             | Silber        | Bronze            |
| ---- | ---------------- | ------------- | ----------------- |
| 2012 | Laura Trott      | Sarah Hammer  | Annette Edmondson |
| 2016 | Laura Trott      | Sarah Hammer  | Jolien D’hoore    |
| 2020 | Jennifer Valente | Yūmi Kajihara | Kirsten Wild      |
| 2024 | Jennifer Valente | Daria Pikulik | Ally Wollaston    |